# Kivert kutyák
A Kivert kutyák (eredeti cím: Strays) 2023-ban bemutatott amerikai vegyes technikájú filmvígjáték, amelyben valós és számítógéppel animált díszletek, élő és számítógéppel animált szereplők közösen szerepelnek. A játékfilm rendezője Josh Greenbaum, producerei Phil Lord, Christopher Miller, Erik Feig, Aditya Sood, Louis Leterrier és Dan Perrault. A forgatókönyvet Dan Perrault írta, a zenéjét Dara Taylor szerezte. A mozifilm a Lord Miller Productions, a Picturestart és a Rabbit Hole Productions gyártásában készült, a Universal Pictures forgalmazásában jelent meg. A főbb szerepeket Will Ferrell, Jamie Foxx, Will Forte, Isla Fisher, Randall Park, Josh Gad, Harvey Guillén, Rob Riggle, Brett Gelman, Jamie Demetriou és Sofía Vergara alakítják.
Az Amerikai Egyesült Államokban 2023. augusztus 18-án, míg Magyarországon egy nappal korábban mutatták be a mozikban.

## Szereplők
Élőszereplők
| Szereplő  | Színész      | Magyar hang     |
| --------- | ------------ | --------------- |
| Doug      | Will Forte   | Géczi Zoltán    |
| Willy     | Brett Gelman | Ács Norbert     |
| Brenda    | Greta Lee    | Dobó Enikő      |
| Dr. Hagen | Dan Perrault | Horváth Gergely |
| Madárleső | Dennis Quaid | Kőszegi Ákos    |

Animált szereplők
| Szereplő   | Eredeti hang  | Magyar hang      | Fajtája              |
| ---------- | ------------- | ---------------- | -------------------- |
| Reggie     | Will Ferrell  | Makranczi Zalán  | border terrier       |
| Bogár      | Jamie Foxx    | Kálid Artúr      | boston terrier       |
| Maggie     | Isla Fisher   | Ruttkay Laura    | ausztrál juhászkutya |
| Vadász     | Randall Park  | Rajkai Zoltán    | német dog            |
| Rolf       | Rob Riggle    | Törköly Levente  | német juhászkutya    |
| Gus        | Josh Gad      | Harsányi Gábor   | golden retriever     |
| Dolores    | Sofía Vergara | Fodor Annamária  | keverék              |
| Afgán agár | Jaquita Tale  | Dobó Enikő       | afgán agár           |
| Fickó      | Philip Morris | Schneider Zoltán | N/A                  |

Magyar változat
A szinkront a Mafilm Audio Kft. készítette.
- Felolvasó: Orosz Gergely
- Magyar szöveg: Speier Dávid
- Felvevő hangmérnök: Csomár Zoltán
- Vágó: Simkóné Varga Erzsébet
- Gyártásvezető: Kincses Tamás
- Szinkronrendező: Báthory Orsolya
- Produkciós vezető: Hagen Péter

## A film készítése
A film a Picturestart és a Rabbit Hole Productions koprodukciójában készült.
A forgatás 2021 szeptemberében kezdődött a Georgia állambeli Atlantában. A gyártás 2021 decemberében fejeződött be.

## Bemutató
A filmet 2023. augusztus 18-án mutatták be az Amerikai Egyesült Államokban a Universal Pictures forgalmazásában.